# Yahia Attiyat Allah
Yahia Attiyat Allah (ur. 2 marca 1995 w Safi) – marokański piłkarz, grający na pozycji lewego obrońcy w rosyjskim klubie PFK Soczi. Reprezentant Maroka.

## Sukcesy

### Wydad Casablanca
- Mistrz Maroka: 2020/2021
- Afrykańska Liga Mistrzów: 2021/2022
- Mistrz Maroka: 2021/2022[4]